# Jožef Žabkar
Jožef Žabkar (ur. 24 grudnia 1914 w Lublanie, zm. 19 maja 1984 w Rzymie) – słoweński duchowny katolicki, arcybiskup, nuncjusz apostolski.

## Życiorys
23 września 1939 otrzymał święcenia kapłańskie. W 1943 rozpoczął przygotowanie do służby dyplomatycznej na Papieskiej Akademii Kościelnej. 
17 maja 1969 został mianowany przez Pawła VI delegatem apostolskim w krajach Skandynawskich oraz arcybiskupem tytularnym Virunum. Sakry biskupiej udzielił mu 30 czerwca 1969 kardynał Jean-Marie Villot. 
27 października 1981 przeszedł na emeryturę.
Zmarł 19 maja 1984.